# Samboal
Samboal è un comune spagnolo di 576 abitanti situato nella comunità autonoma di Castiglia e León.